# Bilinguales
Ordre
Les Bilinguales  sont un ordre d’algues de l'embranchement des Bacillariophyta (Diatomées), et de la classe des Mediophyceae.

## Liste des familles
Selon AlgaeBase (3 août 2022) :
- Bilinguaceae Nikolaev & Harwood †

## Systématique
Le nom correct complet (avec auteur) de ce taxon est Bilinguales Nikolaev & Harwood.